# Christophe Hansen

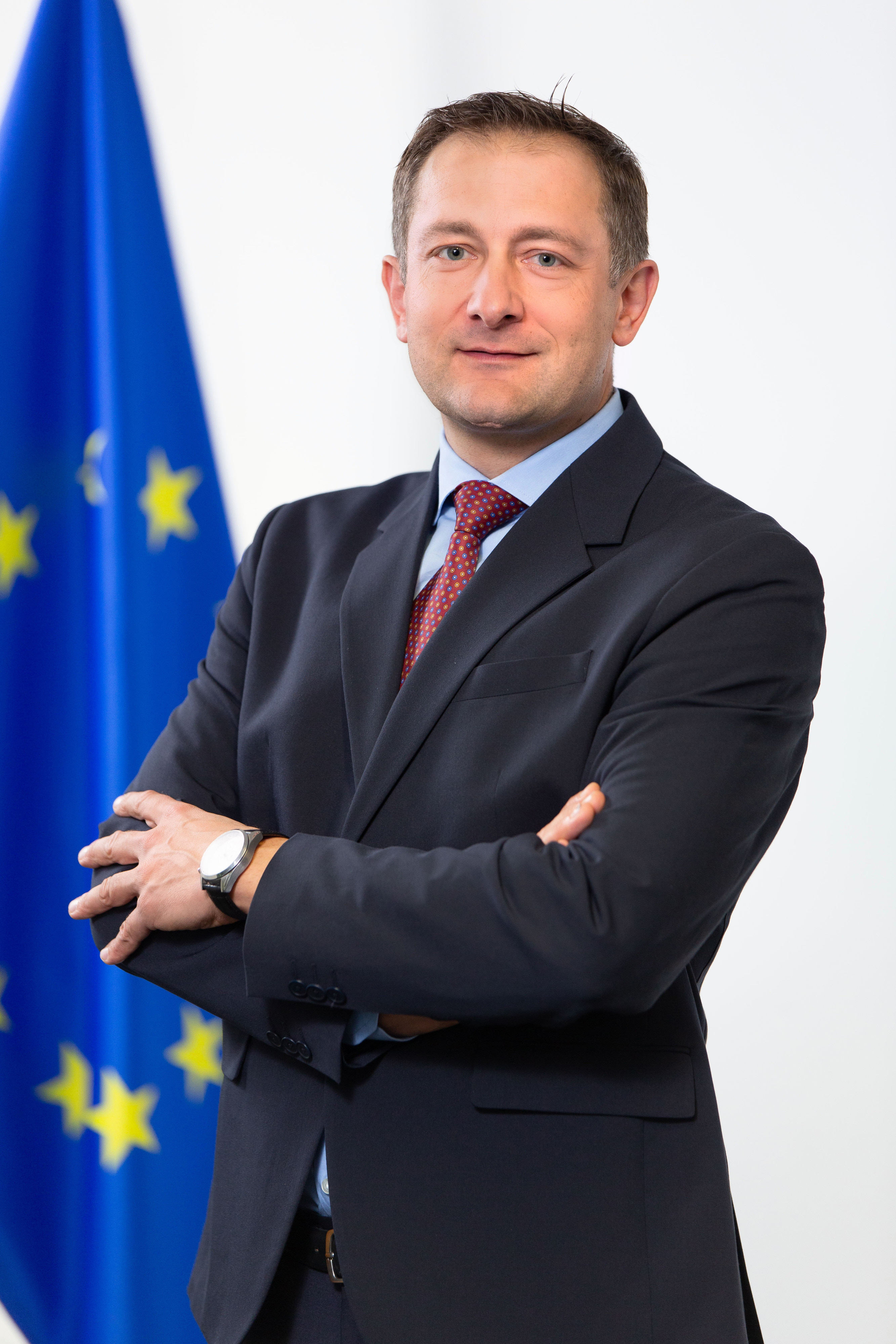
Christophe Hansen (2024)

Christophe Hansen (* 21. Februar 1982 in Wiltz, Luxemburg) ist ein luxemburgischer Politiker. Er ist Mitglied und Generalsekretär der CSV. Seit Dezember 2024 ist er EU-Kommissar für Landwirtschaft und Ernährung in der Kommission von der Leyen II.
Von September 2018 bis Oktober 2023 sowie von Juli bis November 2024 war Hansen Abgeordneter im Europäischen Parlament. Von Oktober 2023 bis Juli 2024 war er Mitglied der luxemburgischen Abgeordnetenkammer.

## Leben

### Studium
Nach seiner Schulzeit am Lycée du Nord in Wiltz (von 1995 bis 2002) studierte Christophe Hansen an der Louis-Pasteur-Universität in Straßburg. Dort erwarb er 2007 einen Master in Geowissenschaften, Umweltwissenschaften und Risikomanagement.
Er spricht Luxemburgisch, Französisch, Deutsch, Englisch, Spanisch und Niederländisch.

### Politische Laufbahn

#### Nationale Politik
Seit 2011 ist Christophe Hansen Gemeinderat in Winseler.
Im Jahr 2018 wurde er zum Vorsitzenden des Regionalverbands der Christlich-Sozialen Volkspartei für den Bezirk Norden gewählt. Dieses Amt hatte er bis 2021 inne.
Seit 2018 ist er Mitglied des Landesverbands der CSV und seit 2021 Generalsekretär der Partei.
Bei der Kammerwahl 2023 wurde Hansen in die luxemburgische Abgeordnetenkammer gewählt. Nach seiner erneuten Wahl ins Europaparlament 2024 legte er sein Mandat in der luxemburgischen Abgeordnetenkammer im Juli 2024 nieder.

#### Europäische Politik
Ab Juli 2007 arbeitete Christophe Hansen für die Abgeordnete des Europäischen Parlaments Astrid Lulling.
Zwischen Januar 2014 und Mai 2016 war er Umweltattaché der ständigen Vertretung Luxemburgs bei der Europäischen Union. Während des luxemburgischen EU-Ratsvorsitzes im Jahr 2015 hatte er zudem den Vorsitz der Ratsarbeitsgruppe für Umwelt inne.
Im Jahr 2016 wurde er Berater für europäische Angelegenheiten bei der Handelskammer Luxemburg und Wirtschafts- und Handelsattaché an der Botschaft des Großherzogtums Luxemburg in Brüssel. Diese Tätigkeiten übte er bis August 2018 und somit für mehr als zwei Jahre aus.
Von März 2017 bis August 2018 war Hansen Mitglied des Europäischen Wirtschafts- und Sozialausschusses.
Nachdem sich die Europaabgeordnete Viviane Reding dazu entschieden hatte, bei der Luxemburger Kammerwahl am 14. Oktober 2018 anzutreten, übernahm Christophe Hansen im September 2018 ihren Sitz im Europäischen Parlament. Bei der Europawahl 2019 wurde er schließlich mit der landesweit zweithöchsten Stimmenzahl wiedergewählt.
Im Europäischen Parlament war er vor allem in drei Ausschüssen tätig:
- im Ausschuss für internationalen Handel (INTA) als ordentliches Mitglied[13]
- im Ausschuss für Wirtschaft und Währung (ECON) als stellvertretendes Mitglied[14]
- im Ausschuss für Umweltfragen, öffentliche Gesundheit und Lebensmittelsicherheit (ENVI) als stellvertretendes Mitglied[15]

Außerdem war er Berichterstatter für den Vorschlag für eine Verordnung des Europäischen Parlaments und des Rates vom 16. Dezember 2020 über die Anwendung von Zollkontingenten der Union und anderen Einfuhrkontingenten. Zudem verhandelte er als Berichterstatter mit dem Rat über die Richtlinie über die Qualität von Wasser für den menschlichen Gebrauch, zu der schließlich 2020 eine Einigung erzielt wurde.
Am 18. Januar 2022 wurde Hansen mit 576 von 676 Stimmen im ersten Wahlgang zum zweiten Quästor des Europäischen Parlaments gewählt.
Im Zuge seiner Wahl in die luxemburgische Abgeordnetenkammer 2023 legte er sein Mandat im Europaparlament am 23. Oktober 2023 nieder. Für ihn rückte Martine Kemp nach.
Bei der Europawahl 2024 zog er erneut ins Europaparlament ein. Daraufhin legte er sein Mandat in der luxemburgischen Abgeordnetenkammer nieder. Im Zuge seiner Ernennung zum EU-Kommissar legte er am 30. November 2024 sein Mandat im Europaparlament nieder. Für ihn rückte abermals Martine Kemp nach.
Im August 2024 wurde Hansen von der Luxemburger Regierung als EU-Kommissar für die Kommission von der Leyen II nominiert. Am 1. Dezember 2024 trat er schließlich sein Amt als Kommissar für Landwirtschaft und Ernährung an.

### Familie
Christophe Hansen ist verheiratet und hat zwei Kinder.